# Nekrolog 1586
Nekrolog
◄◄
| ◄
| 1582
| 1583
| 1584
| 1585
| 1586 | 1587 | 1588 | 1589 | 1590 | ► | ►►
Weitere Ereignisse | Allgemeiner Nekrolog 1586
Die Beschreibung der verstorbenen Person sollte so kurz wie möglich gehalten sein und nur deren signifikante Tätigkeit(en) enthalten.
Neue Namen ggf. auch unter dem Geburts- und Sterbedatum, also etwa unter 1. Januar und im Geburts- und Sterbejahr (2024) eintragen (nur bei entsprechender großer Wichtigkeit). Für Beispiele siehe die schon vorhandenen Artikel.
Außerdem über die fünf zuletzt Verstorbenen, zu denen es einen ausreichend guten Artikel für eine Präsentation auf der Hauptseite gibt, nach der todesbedingten Überarbeitung der Artikel ggf. auch unter Wikipedia Diskussion:Hauptseite informieren und sie am besten auch in den anderen Wikipedia-Sprachversionen eintragen. Tipp: Regelmäßig bei news.google.de nach „ist tot“, „gestorben“ oder „verstorben“ suchen.
Wenn eine Person gestorben ist, gibt es viele Seiten zu dieser Person in der Wikipedia, die davon auch betroffen sind und entsprechend aktualisiert werden müssen. Beispiele: Namenübersichtsseite, Geburtsjahr, Geburtsort-Seiten und viele mehr.
Wie finde ich die betroffenen Seiten?
Im Suchfeld auf der linken Seite gibt man den Suchbegriff so ein: „Vorname Nachname“. Dann klickt man auf Volltext und alle Seiten mit entsprechendem Suchtext werden aufgerufen. Hier sieht man dann schnell, wo auch das Todesjahr Sinn macht oder sogar ein Teil des Artikels angepasst werden muss. Auch hilft das „Werkzeug“ auf der linken Seite sehr gut, um solche Seiten aufzufinden: „Links auf diese Seite“. Somit ist die Wikipedia wieder aktuell in allen Bereichen! Hinweis: bei Eintragung der Kategorie „Gestorben JAHR“ wird der Missbrauchsfilter 49 ausgelöst, was jedoch nicht schlimm ist. Siehe: Spezial:Missbrauchsfilter/49
Dies ist eine Liste von im Jahr 1586 verstorbenen bekannten Persönlichkeiten. Die Einträge erfolgen innerhalb der einzelnen Daten alphabetisch sortiert. Tiere sind im Nekrolog für Tiere zu finden.

## Januar
| Tag        | Name                            | Beruf, bekannt als                                                            | Alter | Beleg |
| ---------- | ------------------------------- | ----------------------------------------------------------------------------- | ----- | ----- |
| 9. Januar  | Paul Wittich                    | deutscher Mathematiker und Astronom                                           |       |       |
| 13. Januar | Dietrich von Gadenstedt         | gräflich-stolbergischer Stadthauptmann von Wernigerode                        |       |       |
| 14. Januar | Jacob Cappelbeck                | deutscher Jurist sowie Hochschullehrer und Rektor an der Universität Tübingen |       |       |
| 18. Januar | Margarethe von Parma            | natürliche Tochter des Kaisers Karl V.                                        | 63    |       |
| 25. Januar | Lucas Cranach der Jüngere       | Sohn von Lucas Cranach dem Älteren, Maler und Graphiker                       | 70    |       |
| 26. Januar | Kunigunde Jakobäa von der Pfalz | Gräfin von Nassau-Dillenburg                                                  | 29    |       |
| 27. Januar | Oswald III. von dem Bergh       | Offizier während des Achtzigjährigen Kriegs                                   | 24    |       |
| 30. Januar | Kaspar Heidenreich              | lutherischer Theologe und Reformator                                          |       |       |

## Februar
| Tag         | Name               | Beruf, bekannt als                                                   | Alter | Beleg |
| ----------- | ------------------ | -------------------------------------------------------------------- | ----- | ----- |
| 8. Februar  | Peter Tiara        | niederländischer Philologe und Mediziner                             | 71    |       |
| 11. Februar | August             | Kurfürst von Sachsen                                                 | 59    |       |
| 12. Februar | Johann Göbel       | deutscher Arzt                                                       |       |       |
| 12. Februar | Johannes Holthusen | deutscher römisch-katholischer Geistlicher, Domdekan am Lübecker Dom |       |       |
| 12. Februar | Thomas Jordan      | siebenbürgischer Mediziner                                           | 45    |       |
| 15. Februar | Georg Rhete        | deutscher Buchdrucker                                                |       |       |

## März
| Tag      | Name                   | Beruf, bekannt als                            | Alter | Beleg |
| -------- | ---------------------- | --------------------------------------------- | ----- | ----- |
| 1. März  | Amalia von Kleve       | Prinzessin von Kleve                          | 68    |       |
| 9. März  | Zacharias Garcaeus     | deutscher Theologe, Jurist und Historiker     | 42    |       |
| 12. März | Nicolas I. Boucherat   | Abt von Cîteaux, Generalabt der Zisterzienser |       |       |
| 25. März | Margaret Clitherow     | Märtyrerin und katholische Heilige            |       |       |
| 30. März | Anna von Pfalz-Veldenz | Markgräfin von Baden                          | 45    |       |

## April
| Tag       | Name                              | Beruf, bekannt als                                                                                | Alter | Beleg |
| --------- | --------------------------------- | ------------------------------------------------------------------------------------------------- | ----- | ----- |
| 5. April  | Dorothea von Sachsen-Lauenburg    | Herzogin von Braunschweig-Grubenhagen                                                             | 43    |       |
| 8. April  | Martin Chemnitz                   | deutscher lutherischer Theologe                                                                   | 63    |       |
| 10. April | Louise de La Béraudière du Rouhet | Mätresse des Titularkönig von Navarra und der französischen Könige Heinrich III. und Heinrich IV. |       |       |
| 21. April | Wolf Dietrich von Maxlrain        | deutscher Adliger, Reichsherr der Herrschaft Waldeck                                              |       |       |
| 22. April | Ursula von Mecklenburg            | letzte Äbtissin des Klarissenklosters Ribnitz                                                     | 75    |       |
| 24. April | Dietrich IX. von Gemmingen        | Grundherr in Tiefenbronn                                                                          |       |       |
| 27. April | Adam Henricpetri                  | Schweizer Jurist und Historiker                                                                   |       |       |

## Mai
| Tag     | Name                             | Beruf, bekannt als                          | Alter | Beleg |
| ------- | -------------------------------- | ------------------------------------------- | ----- | ----- |
| 7. Mai  | Georg II.                        | Herzog von Liegnitz, Brieg und Wohlau       | 62    |       |
| 9. Mai  | Luis de Morales                  | spanischer Maler                            |       |       |
| 15. Mai | Johann Jakob Khuen von Belasi    | Erzbischof von Salzburg                     |       |       |
| 16. Mai | Hartmannus Hartmanni der Jüngere | kurpfälzischer Rechtswissenschaftler        |       |       |
| 26. Mai | Walburgis                        | Gräfin von Rietberg                         |       |       |
| 29. Mai | Adam Lonitzer                    | deutscher Naturforscher, Arzt und Botaniker | 57    |       |
| 31. Mai | Giacomo Palearo                  | Schweizer Architekt                         |       |       |

## Juni
| Tag      | Name                 | Beruf, bekannt als                                                            | Alter | Beleg |
| -------- | -------------------- | ----------------------------------------------------------------------------- | ----- | ----- |
| 4. Juni  | Ulrich III.          | bayerischer Adeliger                                                          | 53    |       |
| 5. Juni  | Matthias Wesenbeck   | flämischer Jurist                                                             | 54    |       |
| 9. Juni  | Filippo Boncompagni  | italienischer Geistlicher und Kardinal                                        | 37    |       |
| 21. Juni | Martin de Azpilcueta | spanischer Theologe, Kirchenjurist und Ökonom                                 | 93    |       |
| 28. Juni | Primož Trubar        | protestantischer Prediger und gilt als Begründer des slowenischen Schrifttums | 78    | -     |

## Juli
| Tag      | Name                         | Beruf, bekannt als                                              | Alter | Beleg |
| -------- | ---------------------------- | --------------------------------------------------------------- | ----- | ----- |
| 5. Juli  | Eberhard von Holle           | Bischof von Lübeck                                              |       |       |
| 9. Juli  | Jakob Krause                 | deutscher Buchbinder                                            |       |       |
| 15. Juli | Ludwig Lavater               | Schweizer reformierter Geistlicher, Antistes der Zürcher Kirche | 59    |       |
| 26. Juli | Hermann Friedrich von Pelden | Kommandeur der Garnison von Neuss (Nuys)                        |       |       |

## August
| Tag        | Name                             | Beruf, bekannt als                                          | Alter | Beleg |
| ---------- | -------------------------------- | ----------------------------------------------------------- | ----- | ----- |
| 1. August  | Richard Maitland                 | schottischer Staatsmann, Dichter und Historiker             |       |       |
| 17. August | Sebastian Starck                 | deutscher evangelischer Theologe, Pastor und Superintendent |       |       |
| 27. August | George de La Hèle                | franko-flämischer Komponist und Kapellmeister               |       |       |
| 29. August | Robert Stewart, 1. Earl of March | schottischer Adliger                                        |       |       |

## September
| Tag           | Name                                       | Beruf, bekannt als                                                  | Alter | Beleg |
| ------------- | ------------------------------------------ | ------------------------------------------------------------------- | ----- | ----- |
| 3. September  | Elisabeth Ursula von Braunschweig-Lüneburg | Gräfin von Schaumburg                                               |       |       |
| 10. September | Hans Walther                               | deutscher Bildhauer der Renaissance                                 |       |       |
| 11. September | Kaspar Arnurus                             | deutscher Moralphilosoph und Logiker                                |       |       |
| 15. September | Michael Teuber                             | deutscher Rechtsgelehrter                                           | 62    |       |
| 18. September | Ottavio Farnese                            | Herzog von Parma und Piacenza                                       | 61    |       |
| 20. September | Anthony Babington                          | englischer Verschwörer                                              | 24    |       |
| 20. September | John Ballard                               | englischer Jesuitenpriester, Drahtzieher der Babington-Verschwörung |       |       |
| 21. September | Antoine Perrenot de Granvelle              | französischer Kardinal und Minister                                 | 69    |       |
| 24. September | Henry Jones                                | walisischer Politiker, Mitglied des House of Commons                |       |       |
| 29. September | Pierdonato Cesi                            | italienischer Kardinal der Römischen Kirche                         | 64    |       |
| 29. September | Josias von Qualen                          | Feldmarschall und Gouverneur von Süderdithmarschen                  |       |       |

## Oktober
| Tag         | Name                                | Beruf, bekannt als                                                                                       | Alter | Beleg |
| ----------- | ----------------------------------- | --- | ----- | ----- |
| 1. Oktober  | Adolf I.                            | Herzog von Schleswig-Holstein-Gottorf                                                                    | 60    |       |
| 8. Oktober  | Michel Varro                        | Schweizer Jurist und Physiker                                                                            |       |       |
| 15. Oktober | Filippa Duci                        | Mätresse des französischen Königs Heinrich II.                                                           |       |       |
| 15. Oktober | Elisabeth von Dänemark und Norwegen | dänische Prinzessin, durch Heirat nacheinander Herzogin von Mecklenburg-Schwerin und Mecklenburg-Güstrow | 62    |       |
| 15. Oktober | Johannes Fädminger                  | Schweizer italienischer Geistlicher                                                                      |       |       |
| 19. Oktober | Ignazio Danti                       | italienischer Mathematiker                                                                               | 50    |       |
| 27. Oktober | Philip Sidney                       | englischer Staatsmann, Soldat und Schriftsteller                                                         | 31    |       |
| 28. Oktober | Johann Günther I.                   | Graf von Schwarzburg-Sondershausen                                                                       | 53    |       |

## November
| Tag          | Name                      | Beruf, bekannt als                                                                  | Alter | Beleg |
| ------------ | ------------------------- | ----------------------------------------------------------------------------------- | ----- | ----- |
| 6. November  | Wilhelm IV. von dem Bergh | Reichsgraf von dem Bergh, Statthalter von Gelderland und Zutphen                    | 48    |       |
| 9. November  | Dietrich Schnepf          | deutscher lutherischer Theologe und Kritiker der Hexenverfolgung                    | 61    |       |
| 10. November | Jacob Naffzer             | deutscher Händler, Patrizier und Ratsherr in Erfurt                                 |       |       |
| 24. November | Johann Leisentrit         | Dekan des Bautzener Kollegiatkapitels und Diözesan-Administrator des Bistums Meißen | 59    |       |
| 25. November | Valentin Ritter           | Görlitzer Bürgermeister                                                             | 64    |       |

## Dezember
| Tag          | Name                 | Beruf, bekannt als                                               | Alter | Beleg |
| ------------ | -------------------- | ---------------------------------------------------------------- | ----- | ----- |
| 6. Dezember  | Joachim Ernst        | Fürst von Anhalt                                                 | 50    |       |
| 12. Dezember | Stephan Báthory      | König von Polen, Fürst von Siebenbürgen (1571–1575)              | 53    |       |
| 17. Dezember | Bartholomäus Rosinus | lutherischer Theologe                                            |       |       |
| 25. Dezember | Rudolf Gwalther      | reformierter Theologe und Reformator                             | 67    |       |
| 30. Dezember | Luigi d’Este         | italienischer Kardinal der Römischen Kirche                      | 48    |       |
| Dezember     | Richard Creagh       | irischer römisch-katholischer Geistlicher, Erzbischof von Armagh |       |       |

## Datum unbekannt
| Tag | Name                             | Beruf, bekannt als                                                                                      | Alter | Beleg |
| --- | -------------------------------- | --- | ----- | ----- |
|     | Philips van der Aa               | oranischer Jurist und Staatsmann                                                                        |       |       |
|     | Benedikt I. von Ahlefeldt        | Erbherr auf Haseldorf und Träger des Dannebrog-Ordens und des Elefanten-Ordens                          |       |       |
|     | Girolamo Bargagli                | italienischer Dichter und Jurist                                                                        |       |       |
|     | Laurenz von Brachum              | Baumeister der Renaissance                                                                              |       |       |
|     | Francesco del Brina              | italienischer Maler des Manierismus                                                                     |       |       |
|     | Galeazzo Caracciolo              | italienischer Theologe                                                                                  |       |       |
|     | Otto Clant                       | niederländischer Adliger und Ritter                                                                     |       |       |
|     | Mette Deppe                      | Opfer der Hexenprozesse in Schlangen                                                                    |       |       |
|     | David Crinitus z Hlavačova       | tschechischer Schriftsteller und Dichter                                                                |       |       |
|     | Friedrich von Sachsen-Lauenburg  | Chorbischof des Kölner Domkapitels                                                                      |       |       |
|     | Diego García de Cáceres          | spanischer Konquistador                                                                                 |       |       |
|     | Johann Hasentöter                | deutscher Chronist, lettischer Dichter                                                                  |       |       |
|     | Georg der Breite von Herberstein | Landeshauptmann des Herzogtums Steiermark                                                               |       |       |
|     | Johann Knipius                   | deutscher Humanist, Lehrer und Theologe                                                                 |       |       |
|     | Hinrich Koep                     | Hamburger Oberalter                                                                                     |       |       |
|     | Adam Liquier                     | deutscher Bildhauer                                                                                     |       |       |
|     | Griffith Lloyd                   | englischer Jurist und Hochschullehrer                                                                   |       |       |
|     | Jacob Praetorius der Ältere      | deutscher Komponist und Organist                                                                        |       |       |
|     | Gottfried von Raesfeld           | Domdechant                                                                                              |       |       |
|     | Honorat Rambaud                  | französischer Romanist und Rechtschreibreformer                                                         |       |       |
|     | Francesco Sansovino              | italienischer Gelehrter, Dichter und Autor                                                              |       |       |
|     | Thomas Seeauer                   | Wasserbauingenieur und ein leitender Angestellter der kaiserlichen Saline (Klaus- und Wasserbaumeister) |       |       |
|     | Todar Mal                        | indischer Finanzminister Akbars                                                                         |       |       |
|     | Johann Woyssel                   | Gartengestalter                                                                                         |       |       |
|     | Anton II. Zurlauben              | Söldnerführer im französischen Dienst                                                                   |       |       |